# Jerome de Bromhead
Pour les articles homonymes, voir Bromhead.
Jerome de Bromhead (né le 2 décembre 1945 à Waterford) est un compositeur, guitariste classique, irlandais, membre d'Aosdána.

## Biographie
Jerome de Bromhead étudie avec A. J. Potter et James Wilson à la Royal Irish Academy of Music de Dublin, complétant ses connaissances avec Seóirse Bodley en 1975 et Franco Donatoni en 1978. Il est titulaire d'un M. A. en musique, en histoire de l'art et en anglais obtenu au Trinity College, à Dublin. Il étudie la guitare avec Elspeth Henry (1967-1968) et au Guitar Centre de Londres (1969). Il travaille à la RTÉ en tant que directeur de l'information et annonceur à la télévision, en tant que principal producteur de musique pour la radio, jusqu'à ce qu'un grave accident le force à prendre sa retraite en 1996. Actuellement, il vit à Dublin.

## Musique
Ses compositions comprennent des œuvres pour guitare seule, orchestre symphonique, chant choral et musique de chambre. Sa Symphonie no 1 (1986) a représenté l'Irlande à la Tribune internationale des compositeurs de l'UNESCO à Paris. Il décrit son style comme « ni un postmoderniste, ni comme-un-sourd-apostmoderniste. Au-dessus de tout, je me méfie de tout ce qui me semble dogmatique ».
Sa pièce pour clavecin Flux (1981) a été créée au festival de musique contemporaine de l'ISCM World Music Days en Allemagne en 1987 et est maintenant publiée par Tonos Verlag à Darmstadt.
Selon le guitariste John Feeley, la composition pour guitare seule de Bromhead Gémeaux (1970) est « une œuvre sophistiquée, tant sur le plan technique que sur le plan de la composition. Elle a le dynamisme de la jeunesse, avec un sens de la fraîcheur et elle projette une énergie motrice attrayante […] C'est une bonne œuvre de concert, qui parle bien sur l'instrument et est particulièrement gratifiante pour l'interprète ».

## Œuvres (sélection)
| Orchestre - Abstract Variations (1976) - Danzostinata (1978) - Venti Eventi (1978) - Symphonie no 1 (1985) - Concerto pour guitare et cordes (1991, rév. 1997) - Symphonie no 2 (1994) - Concerto pour violon no 1 (2008) - Corkamesca (2014) pour orchestre à cordes - A Lay for a Light Year (2014) Musique de chambre - Frenetics (1971) pour 5 saxophones, 3 trompettes, 3 trombones, piano, guitare, batterie, contrebasse - Quatuor à cordes no 1 (1971) - Rotastasis (1975) pour 2 flûtes, 2 clarinettes, 2 violons, alto, violoncelle et guitare - Parameters (1976) pour flûte, clarinette, basson, violon, violoncelle et piano - Quatuor à cordes no 2 (1977) - Prelude for Viola and Piano (1977) - Quintette de cuivre no 1 (1979) - Magister (1981) pour flûte, hautbois, clarinette, basson, 2 violons, alto et violoncelle - Vespertine (1981) pour flûte et guitare - Quintette à vent (1983) - Quondam (1985) pour flûte, violon, alto et piano - Quintette de cuivre no 2 (1986) - Torna un Suono (1992) pour hautbois, alto et violoncelle - Gym (1999) pour ensemble de 10 musiciens - Serenade (2005) pour hautbois/clarinette et contrebasse - Baroque Restorations (2006) pour accordéon et piano - Augury (2009) pour violon et guitare - Few Get to the Orient (2009) pour 4 percussionnistes - Noon (2009) pour clarinette et piano - Brass Canons (2014) pour 4 trompettes, 4 cors, 3 trombones, euphonium, tuba - Farewell Fair Friend (2014) pour flûte, clarinette, accordéon, violon, violoncelle | Instrumental - Anno (1969) pour guitare - Gemini (1970) pour guitare - Benthos (1974) pour piano - Xasolos (1975) pour n'importe quel instrument aigu - Moto Impetuo (1977) pour orgue - Flux (1981) pour clavecin - Undulations (1984) pour piano - Three Fresh Pieces (1989) pour piano - Two Ladies Dancing (1998) musique de film, pour piano - Sonate pour guitare no 1 (1999) - Gerousia (2006) pour guitare - Charlie's Lonesome Violin Blues (2009) pour violon - Fright Fight or Flight (2009) pour alto - Party Games (2009) pour violon - Pseudo Fugue and Presumptuous Postlude (2009) pour violoncelle Vocale - Dirge from Donne's Devotions (1975) pour chœur mixte - Bláth an Aitinn (1976) pour chœur mixte - Iomramh (1978) pour chœur mixte - Hy Brasil (1980) pour soprano, alto, ténor, basse, chœur mixte, petit orchestre - Joy (1982) pour soprano, baryton, chœur mixte - Music for No Myth (1992) pour mezzo, spoken chorus, flûte, cor, percussion, 2 violons, alto, violoncelle - New Lands (1993) pour soprano, mezzo, baryton, piano - The Assize of Sighs (1993) pour mezzo et piano - Clear Light and Thunder (1996) pour voix et piano - Lynch Triptych (1998) pour chœur mixte - Ring Out Ring In (2006) pour chœur mixte - Bridal Song (2008) pour mezzo, ténor, basse (solos) - In Youth is Pleasure (2008) pour mezzo, ténor, basse (solos) - My Prime of Youth (2008) pour mezzo, ténor, basse (solos) - The Dawning (2008) pour chœur mixte - The Quip (2008) pour chœur mixte - Love's Gleaning Tide (2009) pour chœur mixte - Our Hands Have Met (2009) pour chœur mixte - Not Yet Begun (2011), versions pour a) soprano, alto, violoncelle et contrebasse ; ou b) soprano, clarinette, violon et piano - I Breathe a Drug (2013) pour soprano, violoncelle et orgue - Gaelic Prayer (2014) pour chœur mixte |

## Partitions et enregistrements
Le site internet du Centre irlandais de musique contemporaine (Contemporary Music Centre Ireland) contient des exemples de partitions et une sélection d'enregistrements de Bromhead.